# 松本衆三
松本 衆三（、1941年〈昭和16年〉1月26日 - ）は東宝宣伝部パブリシティ室所属の宣伝担当のプロデューサー。東京都出身。

## 略歴
東宝に照明助手として入社。その後、宣伝部に異動し、製作宣伝を担当。

## 主な作品
| 公開年 | 公開年   | 作品名                              | 制作（配給）                     | 役職       |
| ------ | -------- | ----------------------------------- | -------------------------------- | ---------- |
| 1961年 | 10月29日 | B・G物語 二十才の設計               | 東宝 （東宝）                    | 照明助手   |
| 1962年 | 8月11日  | キングコング対ゴジラ                | 東宝 （東宝）                    | 照明助手   |
| 1964年 | 4月29日  | モスラ対ゴジラ                      | 東宝 （東宝）                    | 照明助手   |
| 1964年 | 10月31日 | ホラ吹き太閤記                      | 東宝 （東宝）                    | 照明助手   |
| 1964年 | 12月20日 | 花のお江戸の無責任                  | 東宝 （東宝）                    | 照明助手   |
| 1966年 | 1月3日   | 無責任清水港                        | 東宝 渡辺プロダクション （東宝） | 照明助手   |
| 1966年 | 12月17日 | ゴジラ・エビラ・モスラ 南海の大決闘 | 東宝 （東宝）                    | 照明助手   |
| 1970年 | 12月31日 | 日本一のワルノリ男                  | 東宝 渡辺プロダクション （東宝） | 照明助手   |
| 1991年 | 12月14日 | ゴジラvsキングギドラ                | 東宝映画 （東宝）                | 宣伝担当   |
| 1995年 | 3月11日  | ガメラ 大怪獣空中決戦               | 大映 日本テレビ 博報堂 （東宝）  | パブリシス |